# Джапп, Майлз
Майлз Джапп (англ. Miles Jupp; при рождении — Майлз Хью Ба́рретт Джапп; род. 8 сентября 1979 года в Ньюкасл-апон-Тайне) — британский комик и актёр, известный у себя на родине благодаря таким ролям, как Арчи из детского телесериала «Баламори», Джон Дагган из политической сатиры «Гуща событий» и Найджел из ситуационной комедии «Преподобный».
Исполнял небольшую роль в популярном фильме о волшебнике Гарри Поттере — «Гарри Поттер и Орден Феникса».

## Ранние годы и образование
Джапп родился в крупном английском городе Ньюкасл-апон-Тайне в семье священнослужителя Объединённой реформированной церкви. Большую часть детства он провёл в Лондоне. Образование он получил в трёх независимых школах в Хэмпстеде, Виндзоре и Ратленде, после чего учился в Эдинбургском университете, где изучал богословие.
Во время своего пребывания в Эдинбургском университете он часто принимал участие в пантомимах местного театра.

## Карьера
Актёрская карьера Джаппа началась в 2001 году, когда он сыграл продавца обуви в телесериале «Револьвер».
В 2007 году он засветился в фильме «Гарри Поттер и Орден Феникса», сыграв телевизионного метеоролога.
В январе 2016 вместе с актрисой Кэтрин Тейт он исполнил одну из главных ролей в комедии «Не беспокоить».
На момент 2017 года фильмография Джаппа насчитывает более пятидесяти появлений в фильмах и сериалах.

## Личная жизнь
У Джаппа есть супруга по имени Рэйчел, с которой он познакомился во время учёбы в Эдинбургском университете. У пары есть пятеро детей.

## Избранная фильмография
| Год  |    | Русское название                   | Оригинальное название                     | Роль                     |
| ---- | -- | ---------------------------------- | ----------------------------------------- | ------------------------ |
| 2001 | с  | Револьвер                          | Revolver                                  | продавец обуви           |
| 2007 | ф  | Гарри Поттер и орден Феникса       | Harry Potter and the Order of the Phoenix | телевизионный метеоролог |
| 2007 | ф  | Смертельный номер                  | Death Defying Acts                        | чревовещатель            |
| 2008 | ф  | Есть здесь кто-нибудь?             | Is Anybody There?                         | священник                |
| 2008 | с  | Не та дверь                        | The Wrong Door                            | ниндзя                   |
| 2009 | ф  | Шерлок Холмс                       | Sherlock Holmes                           | официант                 |
| 2010 | ф  | Сделано в Дагенхэме                | Made in Dagenham                          | заместитель министра 2   |
| 2011 | ф  | Агент Джонни Инглиш: Перезагрузка  | Johnny English Reborn                     | техник                   |
| 2012 | с  | Записки юного врача                | A Young Doctor's Notebook                 | клерк Пальчиков          |
| 2013 | ф  | Властелин любви                    | The Look of Love                          | интервьюер               |
| 2016 | ф  | Не беспокоить                      | Do Not Disturb                            | Джон                     |
| 2017 | мс | Обитатели холмов                   | Watership Down                            | Черничка                 |
| 2017 | ф  | Человек, который изобрёл Рождество | The Man Who Invented Christmas            | Уильям Теккерей          |